# Kazuyuki Morisaki
Kazuyuki Morisaki (森﨑 和幸?, Morisaki Kazuyuki; Hiroshima, 9 maggio 1981) è un ex calciatore giapponese, di ruolo centrocampista.

## Biografia
Nato a Hiroshima il 9 maggio 1981, ha un fratello gemello di nome Koji, anche lui è stato giocatore del Sanfrecce Hiroshima, ha annunciato il ritiro dal calcio giocato nel 2016.

## Carriera

### Club
Inizia la sua carriera nel 1997, nelle giovanili del Sanfrecce, dal 2000 diventa un giocatore della prima squadra sempre con i Sanfrecce. Fino ad allora ha sempre militato nella stessa squadra con un bottino in carriera di 358 presenze e 11 gol

### Nazionale
Fa parte della Nazionale Under-20 di calcio del Giappone negli anni 2000 e 2001 e partecipa ai mondiali Under-20 del 2001, venendo eliminati nel gruppo D della fase a gironi.

## Statistiche

### Presenze e reti nei club
| Stagione         | Squadra   | Campionato  | Campionato | Campionato | Coppe nazionali | Coppe nazionali | Coppe nazionali | Coppe continentali | Coppe continentali | Coppe continentali | Altre coppe | Altre coppe | Altre coppe | Totale | Totale |
| Stagione         | Squadra   | Comp        | Pres       | Reti       | Comp            | Pres            | Reti            | Comp               | Pres               | Reti               | Comp        | Pres        | Reti        | Pres   | Reti   |
| ---------------- | --------- | ----------- | ---------- | ---------- | --------------- | --------------- | --------------- | ------------------ | ------------------ | ------------------ | ----------- | ----------- | ----------- | ------ | ------ |
| 2004             | Sanfrecce | J-League D1 | 8          | 1          | CJL             | 0               | 0               | AFC-CL             | 0                  | 0                  | EC          | 0           | 0           | 8      | 1      |
| 2005             | Sanfrecce | J-League D1 | 25         | 3          | CJL             | 0               | 0               | AFC-CL             | 0                  | 0                  | EC          | 0           | 0           | 25     | 3      |
| 2006             | Sanfrecce | J-League D1 | 20         | 1          | CJL             | 0               | 0               | AFC-CL             | 0                  | 0                  | EC          | 0           | 0           | 20     | 1      |
| 2007             | Sanfrecce | J-League D1 | 33         | 0          | CJL             | 6               | 0               | AFC-CL             | 0                  | 0                  | EC          | 0           | 0           | 39     | 0      |
| 2008             | Sanfrecce | J-League D2 | 33         | 2          | CJL             | 0               | 0               | AFC-CL             | 0                  | 0                  | EC          | 0           | 0           | 33     | 2      |
| 2009             | Sanfrecce | J-League D1 | 18         | 0          | CJL             | 1               | 0               | AFC-CL             | 0                  | 0                  | EC          | 0           | 0           | 19     | 0      |
| 2010             | Sanfrecce | J-League D1 | 17         | 0          | CJL             | 3               | 0               | AFC-CL             | 4                  | 1                  | EC          | 1           | 0           | 25     | 1      |
| 2011             | Sanfrecce | J-League D1 | 32         | 0          | CJL             | 2               | 0               | AFC-CL             | 0                  | 0                  | EC          | 1           | 0           | 35     | 0      |
| 2012             | Sanfrecce | J-League D1 | 33         | 2          | CJL             | 2               | 0               | AFC-CL             | 0                  | 0                  | EC          | 1           | 0           | 36     | 2      |
| 2013             | Sanfrecce | J-League D1 | 33         | 0          | CJL             | 2               | 0               | AFC-CL             | 0                  | 0                  | EC          | 5           | 0           | 40     | 0      |
| 2014             | Sanfrecce | J-League D1 | 29         | 0          | CJL             | 2               | 0               | AFC-CL             | 0                  | 0                  | EC          | 0           | 0           | 31     | 0      |
| 2015             | Sanfrecce | J1          | 33         | 1          | CJL             | 1               | 0               | AFC-CL             | 0                  | 0                  | EC          | 1           | 0           | 33     | 1      |
| 2016             | Sanfrecce | J1          | 2          | 0          | CJL             | 0               | 0               | AFC-CL             | 1                  | 0                  | EC          | 0           | 0           | 3      | 0      |
| Totale Sanfrecce | Sanfrecce |             | 316        | 10         |                 | 19              | 0               |                    | 5                  | 1                  |             | 9           | 0           | 349    | 11     |
| Totale Carriera  | Sanfrecce |             | 316        | 10         |                 | 19              | 0               |                    | 5                  | 1                  |             | 9           | 0           | 349    | 11     |

## Palmarès

### Club
- J2 League 1

Sanfrecce: 2008
- Campionato giapponese: 3

Sanfrecce: 2012, 2013, 2015
- Supercoppa del Giappone

Sanfrecce: 2008, 2013, 2016

### Nazionale
- Giochi asiatici: 1

2002

### Individuale
- Miglior giovane della J.League: 1

2000